# Chiranjeevi
Konidela Siva Sankara Vara Prasad, noto anche con lo pseudonimo di Konidela Chiranjeevi (Mogalthur, 22 agosto 1955), è un attore e politico indiano.

## Biografia
È nato in un villaggio del distretto del Godavari Occidentale.
Nel corso della sua carriera, iniziata nel 1978, ha preso parte a oltre 190 film. In particolare è attivo soprattutto nel cinema in lingua telugu, ma anche in altre lingue, come tamil, kannada e hindi. Ha vinto diversi premi tra cui sei Filmfare Awards South. Nel 2006 è stato insignito del Padma Bhushan, la terza onorificenza civile più alta in India.
Ha all'attivo anche cinque film da produttore, realizzati tra il 1988 ed il 1998.
Nel febbraio 1980 ha sposato Surekha, figlia dell'attore Allu Ramalingaiah. La coppia ha due figlie, Sushmita e Srija, e un figlio, Ram Charan, attore nato nel 1985.
Per quanto riguarda la sua attività politica, dal 2011 fa parte del partito Congresso Nazionale Indiano. Dall'aprile 2012 all'aprile 2018 è stato membro del Rajya Sabha. Dall'ottobre 2012 al maggio 2014 ha ricoperto la carica di Ministro del Turismo, con Manmohan Singh in qualità di Primo Ministro. Nel 2016 Acquista, insieme a Nagarjuna, Nimmagadda Prasad e Allu Aravind, l'80% delle quote di proprietà del Kerala Blasters, squadra di calcio indiana militante nella Indian Super League, per poi acquistare il restante 20% nel 2018 da Sachin Tendulkar.

## Filmografia
- Donga, regia di Kodanda Rami Reddy A. (1985)

## Premi
- Filmfare Awards South
  - 1982: "Best Actor – Telugu"
  - 1985: "Best Actor – Telugu"
  - 1992: "Best Actor – Telugu"
  - 1993: "Best Actor – Telugu"
  - 1999: "Best Actor – Telugu"
  - 2002: "Best Actor – Telugu"
  - 2005: "Best Actor – Telugu"
  - 2006: "Special Award – South"
  - 2010: "Lifetime Achievement Award – South"
- Nandi Awards
  - 1987: "Best Actor"
  - 1992: "Best Actor"
  - 2002: "Best Actor"
  - 2016: "Raghupathi Venkaiah Award"
- Cinema Express Awards
  - 1987: "Best Actor"
- SIIMA Awards
  - 2014: "International Face of Indian Cinema"